# 三聖墟

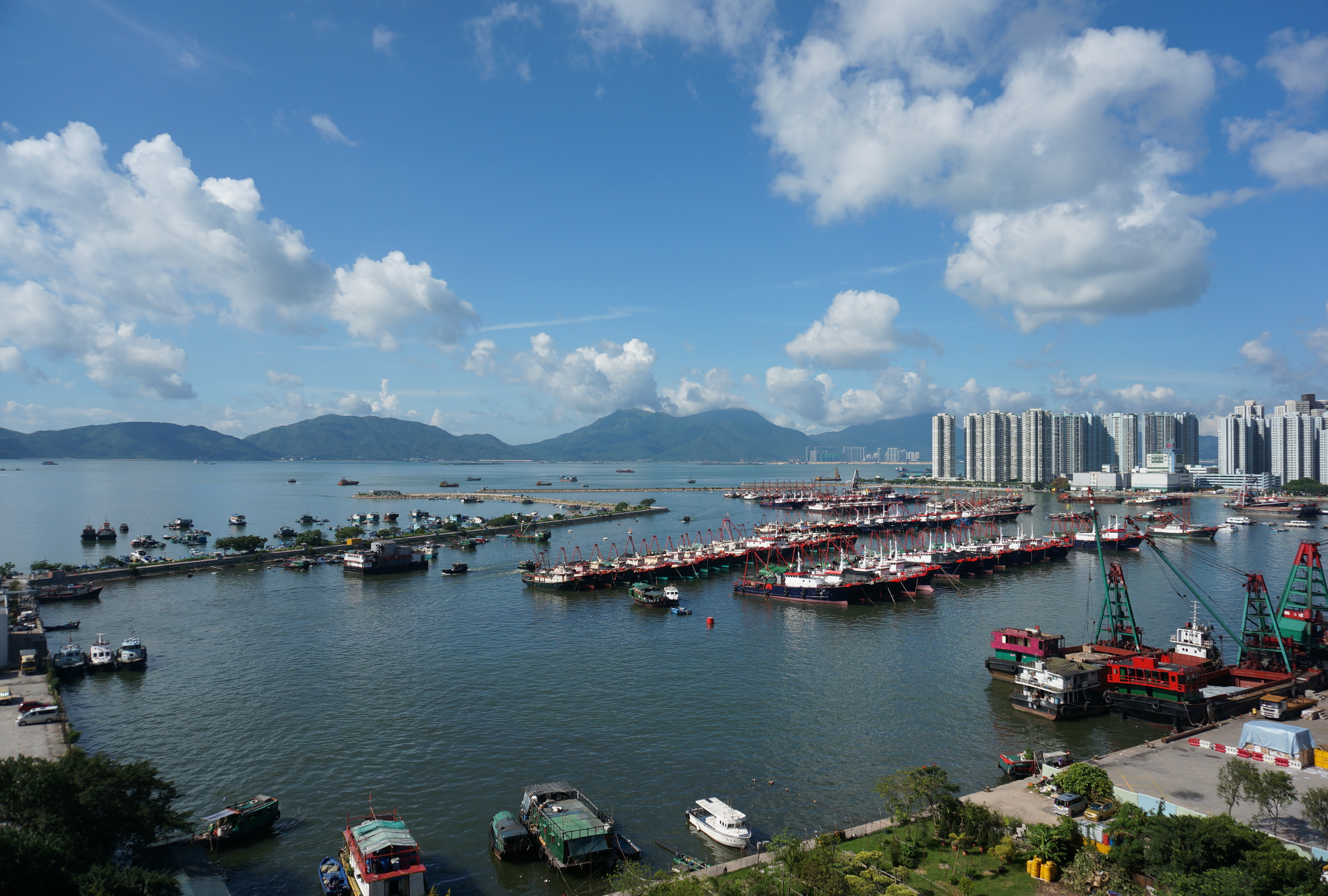
從三聖墟望向青山灣

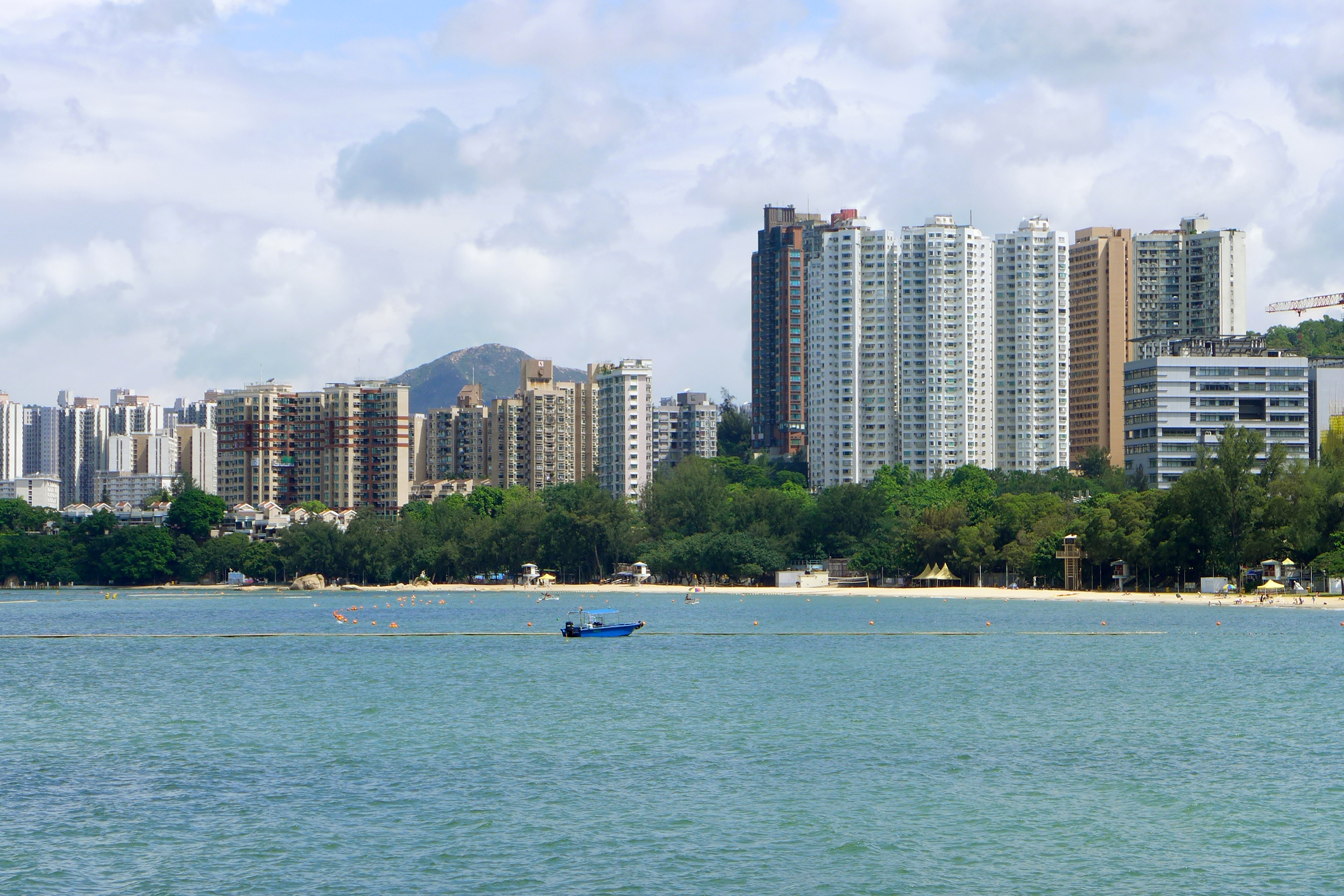
三聖墟的私人住宅

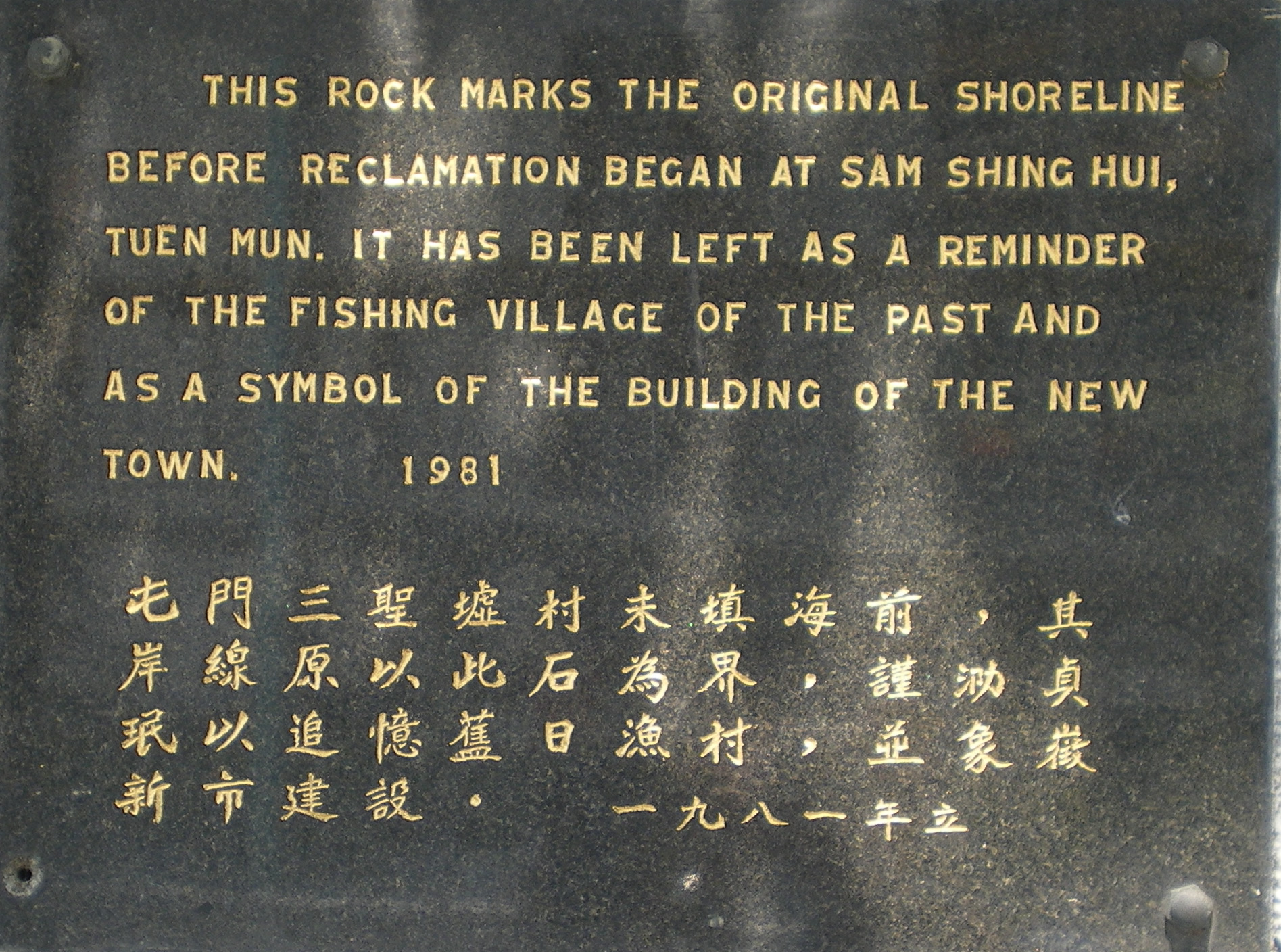
麒麟崗公園大石（三聖石）前的石碑

三聖墟（英語：Sam Shing Hui）是香港屯門的小漁村，位於青山灣東南岸，介乎井頭村和掃管笏村之間，該地的三聖墟海鮮市場（英語：Sam Shing Hui Seafood Market）是香港著名海鮮市場之一。

## 歷史
三聖墟原來的名稱是青山灣，後來因村旁山邊建成三聖廟而得名。廟旁佇立著一塊巨石，石前有碑文記述「填海之前，岸線所在，以此石為界」。這正是往日屯門海岸線之標誌。村內的居民以蜑民和客籍為主。到1950代初，因來自大陸的移民日漸增多，山邊已建不少寮屋，居民就地在海邊搭建棚屋。近海地方逐漸發展成為墟集。
到1976年，香港政府發展屯門新市鎮，三聖村大量棚屋被拆，填海後興建三聖邨。而附近在1980年代至1990年代初亦興建不少私人住宅。

## 社區保育
2019年至2022年間，香港新媒體社會企業不朽傳耆獲屯門區議會及仁愛堂資助，舉辦了「導．賞屯門」長幼社區導賞計劃。不朽傳耆為青山灣、三聖設計了保育青山灣漁村歷史的《三聖巨石傳說》，並培訓區內長者、樂活中年、在職青年和中學生成為導賞大使。計劃旨在透過長者豐富的人生閱歷，配合年青人無限創意，成就不一樣的導賞體驗和社區風景，也體現長幼共融。

## 現況
三聖墟鄰近青山灣避風塘，現時的「三聖海鮮街」（英語：Sam Shing Seafood Market，又名青山灣海鮮街）是香港著名的海鮮市場之一，設有約10間大小海鮮檔。

## 外部連結
- 香港自遊樂在18區（页面存档备份，存于）
- 三聖村神石妄動惹禍（页面存档备份，存于）